# Thamnophilus divisorius
Thamnophilus divisorius е вид птица от семейство Thamnophilidae.

## Разпространение
Видът е разпространен в Бразилия и Перу.